# David Matthews (escritor)

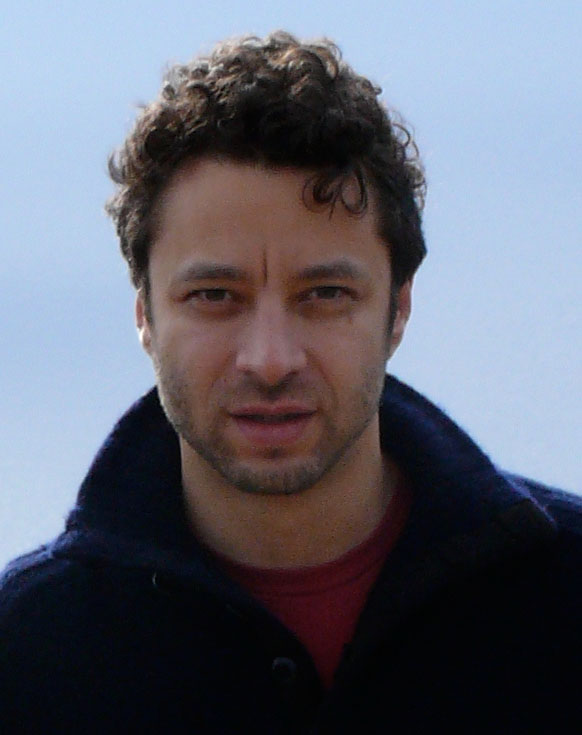
David Matthews

David Matthews (nacido el 8 de noviembre de 1967) es un escritor y guionista estadounidense.

## Biografía
Como cuenta en su primer libro autobiográfico Ace of Shapes, su madre, de ascendencia judía, padecía esquizofrenia y lo crio, sobre todo, su padre Ralph Matthews, Jr., un periodista afroamericano amigo de Malcolm X y James Baldwin. Vivían a las afueras de Washington D. C., y en 1977 se mudaron a Baltimore donde estudió en el Baltimore City College. En Baltimore no fue aceptado por la comunidad judía.
Ha trabajado para The New York Times, Salon.com y The Huffington Post.
Como guionista, ha trabajado en series como "Law & Order: LA" o "Boardwalk Empire".
En la actualidad vive entre Nueva York y Los Ángeles.

## Obra
"Ace of Spades", 2007
"Kicking Ass and Saving Souls", 2011, vida de w:en: Stefan Templeton